# 北準瀆
北準瀆，又稱北準瀆村，一個自然村落，以歐姓為主，位於太湖西濱，位於洋溪瀆南邊，屬於江蘇宜興市周鐵鎮。
北準瀆位于太湖平原，土地肥沃，水網密集，此地居民原來絕大部分務農，從20世紀九十年代起，隨著鄉鎮企業的發展，大部分年輕人成爲工人或者經商。村内有北準瀆桥，为平板桥，1989年重建，为渎区官路桥。